# 希奧利艾足球俱樂部
希奧利艾足球俱樂部是立陶宛的一家足球俱樂部，主場位於希奧利艾。
在2004年，球隊曾獲得立陶宛足球乙級聯賽的冠軍，因此得以升級參加立陶宛足球超級聯賽的賽事。2016年初，俱乐部因为缺少赞助而宣布解散。